# Indian Wells Challenger 1996
L'Indian Wells Challenger 1996 è stato un torneo di tennis facente parte della categoria ATP Challenger Series nell'ambito dell'ATP Challenger Series 1996. Il torneo si è giocato a Indian Wells negli Stati Uniti dal 4 al 9 marzo 1996 su campi in cemento.

## Vincitori

### Singolare
Jason Stoltenberg ha battuto in finale  Mark Knowles con il punteggio di 6–4, 6–2

### Doppio
Brett Hansen-Dent /  Brian MacPhie hanno battuto in finale  Jason Stoltenberg /  Peter Tramacchi con il punteggio di 6–3, 6–4